# Nhà Qajar
Nhà Qajar: (Tiếng Ba Tư: Selsele-ye Qajar سلسله قاجار) là một triều đại của Ba Tư tồn tại từ năm 1789 đến năm 1925 do Mohammad Khan Qajar kiến lập, triều đại này có nguồn gốc từ xứ Turkic ở Kavkaz và đông nam của Thổ Nhĩ Kỳ, nhà Qajar cai trị một phần của Ba Tư từ năm 1789 đến năm 1794 sau khi Mohammad Khan Qajar bắt và giết được vua Lotf Ali Khan của Nhà Zand, Mohammad Khan Qajar lên ngôi Shah của Ba Tư vào cùng năm đó, tuy nhiên ở đó vẫn còn lực lượng của Nhà Afsharid nên ông vẫn phải tiếp tục chiến đấu với họ cho đến năm 1796, ông đã dễ dàng chiếm được thành phố Mashhad của họ, chấm dứt nhà Afsharid.

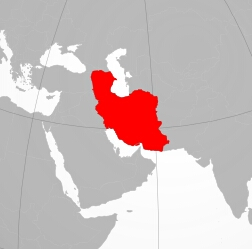
Lãnh thổ nhà Qajar khi ở thời kỳ đỉnh cao.

## Thành lập
Sau cái chết của thủ lĩnh Nader Shah, nhiều thủ lĩnh bộ lạc đã bắt đầu nổi dậy và bộ lạc nào cũng mong muốn quyền thống trị. Khi đó trong cuộc hỗn chiến, thủ lĩnh bộ lạc Qajar là Mohammad Hoseyn Khan bị giết chết, con trai của ông ta là Mohammad (vua Mohammad sau này) bị đem đi thiến theo lệnh của Adel Shah, cháu ruột của Nadir Shah, sau đó ông ta còn đặt thêm chữ ''Agha'' trước tên của Mohammad có nghĩa là kẻ bị thiến. Hành động tàn ác này đã góp phần tạo nên một tính cách vô cùng tàn bạo của Mohammad sau này.
Năm 1750, Karim Khan chiến thắng trong cuộc đấu tranh ngai vàng. Ông cưới em gái của Agha Mohammad làm vợ và giam cầm ông ở Shiraz. 29 năm sau, Karim Khan chết. Agha Mohammad nhân cớ đó mà phi ngựa chạy khỏi kinh thành, ông phi ngựa đến Biển Caspi, khi đến đây, ông được bộ lạc Qajar chào đón, ông ở đây tập trung xây dựng thế lực riêng cho mình. Trong lúc này, nhà Zand đang phải đối mặt với vấn nạn đấu tranh quyền lực bởi các hoàng tử. Agha Mohammad nhân cớ nhà Zand đang xuống dốc thì ông liền dẫn binh đánh vào kinh đô Shiraz của nhà Zand. Lúc này ở Zand, hoàng tử Loft Ali được các quý tộc ủng hộ việc lên ngôi, tuy nhiên Loft Ali đã bỏ chạy sau khi nghe tin quân của Agha Mohammad tiến về thành. Mohammad cùng đội quân của ông ta tiến về thành Shiraz, ở đây ông đã phải đối đầu với các lực lượng trung thành của nhà Zand còn sót lại. Sau hàng giờ giao tranh, quân trung thành của nhà Zand bị tan vỡ, Mohammad tiến vào thành tuyên bố thành lập nhà Qajar và làm lễ lên ngôi ở đây và sau đó là tuyên bố mình là Shahanshah (vua của các vị vua) và ông cũng chọn đây là thủ đô tạm thời của mình. Mohammad tiếp túc công cuộc chinh chiến, ông quy phục được các bộ lạc khác và sau đó vào năm 1794, lãnh địa cuối cùng của nhà Zand bị ông hạ bệ, ông thẳng tay dùng cực hình với Lotf Ali Khan bằng các phương pháp man rợ nhất, ông cũng cho xử tử dòng tộc của Adel Shah (kẻ đã thiến ông năm xưa). Tuy nhiên các lực lượng của nhà Nhà Afsharid vẫn còn đó nên ông vẫn phải tiếp tục chinh chiến, đến năm 1796 ông đã dễ dàng hạ bệ được thành Mashhad, nhà Afsharid sụp đổ. Ba Tư đã được thống nhất sau gần nửa thế kỷ bị chia cắt.

## Lịch sử
Mohammad Khan Qajar
Ông là người đã kiến lập triều đại này vào năm 1789 và sau đó là 7 năm chinh chiến của ông khi ông lần lượt hạ bệ nhà Zand, nhà Afsharid. Có rất ít các tư liệu về sự trị vì của ông.
Fath Ali Shah Qajar
Sự cai trị của ông chứng kiến việc bị Đế quốc Nga lấy các vùng lãnh thổ mà sau này Ba Tư không thể nào đòi lại được ở Caucasus. Trong thời kỳ của ông, nghệ thuật vẽ tranh & văn hóa Ba Tư phát triển mạnh.
Mohammad Shah Qajar
Ông trị vì cố gắng để cải cách sao cho hiện đại hóa quốc gia để tăng liên lạc với phương tây.
Nasser al-Din Shah Qajar
Ông tiếp nối sự cải cách từ cha mình, thời của ông có nhiều cải cách, ban đầu chủ yếu là từ vị thủ tướng Amir Kabir. Ông cũng rất quan tâm đến việc nhiếp ảnh. Là vị quốc vương Ba Tư hiện đại đầu tiên đến thăm châu Âu cả thẩy 3 lần: vào các năm 1873, 1878 và 1889.
Mozaffar al-Din Shah Qajar
Là một vị Shah đầu tiên đã bị người dân buộc phải tạo ra hiến pháp của Ba Tư để giảm quyền lực của Shah. Vào thời điểm ông lên ngôi, ông đã phải đối mặt với khủng hoảng tài chính. Cũng giống như cha mình, ông cũng đi thăm phương tây 3 lần.
Mohammad Ali Shah Qajar
Ngay khi lên ngôi ông đã phản đối hiến pháp của Ba Tư do cha mình chấp thuận, vì ông cho rằng nó đã làm giảm đáng kể quyền lực của Shah và trái với luật Hồi giáo và ông cũng giải tán luôn Hội đồng tư vấn quốc gia và sau đó là bắn phá vào cả quốc hội Ba Tư, năm 1909 ông bị quốc hội phế truất.
Ahmad Shah Qajar
Nhà cai trị cuối cùng của Nhà Qajar. Ông được đặt lên ngai vàng bởi các phiến quân đã lật đổ cha ông. Thời cai trị của ông một phần đã bị chi phối bởi hiến pháp và các phiến quân. Ông đã cố gắng khắc phục các hậu quả do cha ông đã gây ra, tuy vậy ông vẫn bị đánh giá là một vị vua cai trị kém do phải đối mặt với tình trạng đấu đá trong nội bộ. Năm 1925, ông bị thủ tướng Reza Shah cướp ngôi, thành lập nhà Pahlavi, Nhà Qajar chấm dứt.

## Các Shah
| Tên                        | Chân dung   | Danh xưng | Sinh - mất                                 | Thời gian tại vị                           |
| -------------------------- | ----------- | --- | ------------------------------------------ | ------------------------------------------ |
| Mohammad Khan Qajar        | không khung | Hãn, Shah | 14 tháng 3 năm 1742 - 17 tháng 6 năm 1797  | 1789- 17 tháng 6 năm 1797                  |
| Fath-Ali Shah Qajar        | không khung | Sahanshah, Khả Hãn | 25 tháng 9 năm 1772 - 23 tháng 10 năm 1834 | 17 tháng 6 năm 1797 - 23 tháng 10 năm 1834 |
| Mohammad Shah Qajar        | không khung | Khã Hãn con của Khả Hãn                                                                                                 | 5 tháng 1 năm 1808 - 5 tháng 9 năm 1848    | 23 tháng 10 năm 1834 - 5 tháng 9 năm 1848  |
| Nasser al-Din Shah Qajar   | không khung | Zell'ollah (Cái bóng của Chúa [trên mặt đất]), Qebleh-ye 'ālam (Trung tâm của vũ trụ), Islampanah (Chỗ dựa của đạo Hồi) | 16 tháng 6 năm 1831 - 1 tháng 5 năm 1896   | 5 tháng 9 năm 1848 - 1 tháng 5 năm 1596    |
| Mozaffar al-Din Shah Qajar | không khung | | 23 tháng 3 năm 1853 - 3 tháng 1 năm 1907   | 1 tháng 5 năm 1896 – 3 tháng 1 năm 1907    |
| Mohammad Ali Shah Qajar    | không khung | | 21 tháng 6 năm 1872 - 5 tháng 4 năm 1925   | 3 tháng 1 năm 1907 - 16 tháng 7 năm 1909   |
| Ahmad Shah Qajar           | không khung | Sultan | 21 tháng 1 năm 1898 - 21 tháng 2 năm 1930  | 16 tháng 7 năm 1909 - 15 tháng 12 năm 1925 |